# アウルス・ガビニウス
アウルス・ガビニウス（ラテン語: Aulus Gabinius, ? - 紀元前48年または紀元前47年頃）は、共和政ローマ期の軍人・政治家。グナエウス・ポンペイウスの支持者。紀元前58年に執政官を務めた

## 生涯
プレブス出身であったガビニウスは、紀元前67年にポンペイウスの支持を受けて護民官に当選した。当時、地中海で猛威を振るっていた海賊を討伐する為の法案「Lex Gabinia」（レックス・ガビニア）を提案、元老院で反対を受けたが市民集会で可決された。レックス・ガビニアとは「ヘラクレスの柱（ジブラルタル海峡）以東の海面及び海岸から400スタディオン（約72キロ）以内の陸地に対する命令権と元老院議員から構成される15名の副官、ポンペイウスが望む限りの予算を与える」という内容であった。また、護民官任期中に非ローマ人に対して資金の貸与が可能となる法律も可決させた。ポンペイウスはレックス・ガビニアによって地中海海賊の征討を果たし、オリエントの征服にも成功することとなった。
紀元前61年にプラエトル（法務官）に選出、紀元前58年には第一回三頭政治派としてルキウス・カルプルニウス・ピソ・カエソニヌスと共に執政官（コンスル）に選出された。コンスルの任期中に起った護民官プブリウス・クロディウス・プルケルによるマルクス・トゥッリウス・キケロの追放決議に対しては、関与しない姿勢を取りクロディウスを支援する格好となった。
紀元前57年よりプロコンスルの資格でシリア属州総督に就き、ガビニウスはユダヤ属州の州都エルサレムを訪れてハスモン朝のヒルカノス2世を大祭司職に復職させた。
紀元前55年、元エジプト王プトレマイオス12世からの要請を受けて、プトレマイオス12世をプトレマイオス朝のファラオに復位させる為にガビニウスはエジプトへ侵攻したが、ガビニウス不在の間を縫って、シリアでヒルカノス2世の甥でアリストブロス2世の息子アレクサンドロスがヒルカノス2世から大祭司職から引きずり落とす事態に発展した。ガビニウスはアレクサンドロスを追討してヒルカノス2世を復位させた上で、マルクス・リキニウス・クラッススへシリア属州総督の地位を引き継いだ（紀元前54年）。
シリア属州で土地を持っていたエクィテス（騎士階級）はこれらの紛争によって大いに損害を蒙った為、総督であったガビニウスを元老院に3つの罪状で告発した。
1つ目の「元老院の同意無く担当属州であるシリアからエジプトへ軍を進めた件」についてガビニウスは免罪された。2つ目の「プトレマイオス12世から10,000タラントを受け取った件」は、ポンペイウスからの擁護とプトレマイオスからの証拠、キケロの弁護を以てしても有罪となった。ただし、キケロはポンペイウスの要請により弁護を引き受けただけで、弁護活動に積極的では無かったことがガビニウスの有罪に繋がったとも言えた。3番目の「コンスル選挙における不法な選挙活動」については不起訴となった。結果として、ガビニウスはローマより追放となり、財産は全て没収された。
紀元前49年からのローマ内戦では、長年支援を受けてきたポンペイウスと決別してガイウス・ユリウス・カエサルの陣営に属したが、主導的な役割は果たさなかった。ファルサルスの戦いの後にイリュリクムに滞在していた軍を輸送する任務を受けたが、途上でダルマティア人による攻撃を受けて、辛くもサロナエ（現：ソリン（en））へと逃れた。更に元老院派のマルクス・オクタウィウスから攻められて、ガビニウスは防戦したが、紀元前48年または紀元前47年の初めに死去したと伝わっている。